# Diviziaco dei Suessioni
Diviziaco (Divitiacus) (fl. I secolo a.C.) è stato un principe gallo, che, all'inizio del I secolo a.C., era re del popolo celtico dei Suessioni, stanziato nella Gallia Belgica.

## Campagne di Cesare
Giulio Cesare, scrivendo intorno alla metà dello stesso secolo, ci dice che egli era stato il più potente re della Gallia di cui si conservasse memoria, a capo di una larga parte non solo della Gallia Belgica, ma anche della Britannia.
All'epoca della campagna di Cesare al suo posto regnava un principe di nome Galba.

## Monetazione
Le monete portano il suo nome scritto, in alfabeto greco antico, come δειοιχυαχοϲ.
È omonimo, ma distinto dal druido Diviziaco, del popolo degli Edui.